# Jean Darling
Pour les articles homonymes, voir Darling.
Jean Darling (née le 23 août 1922 à Santa Monica, morte le 4 septembre 2015 à Rödermark) est une actrice américaine. Elle fut essentiellement une enfant star, membre des Petites Canailles de 1927 à 1929.

## Carrière enfant

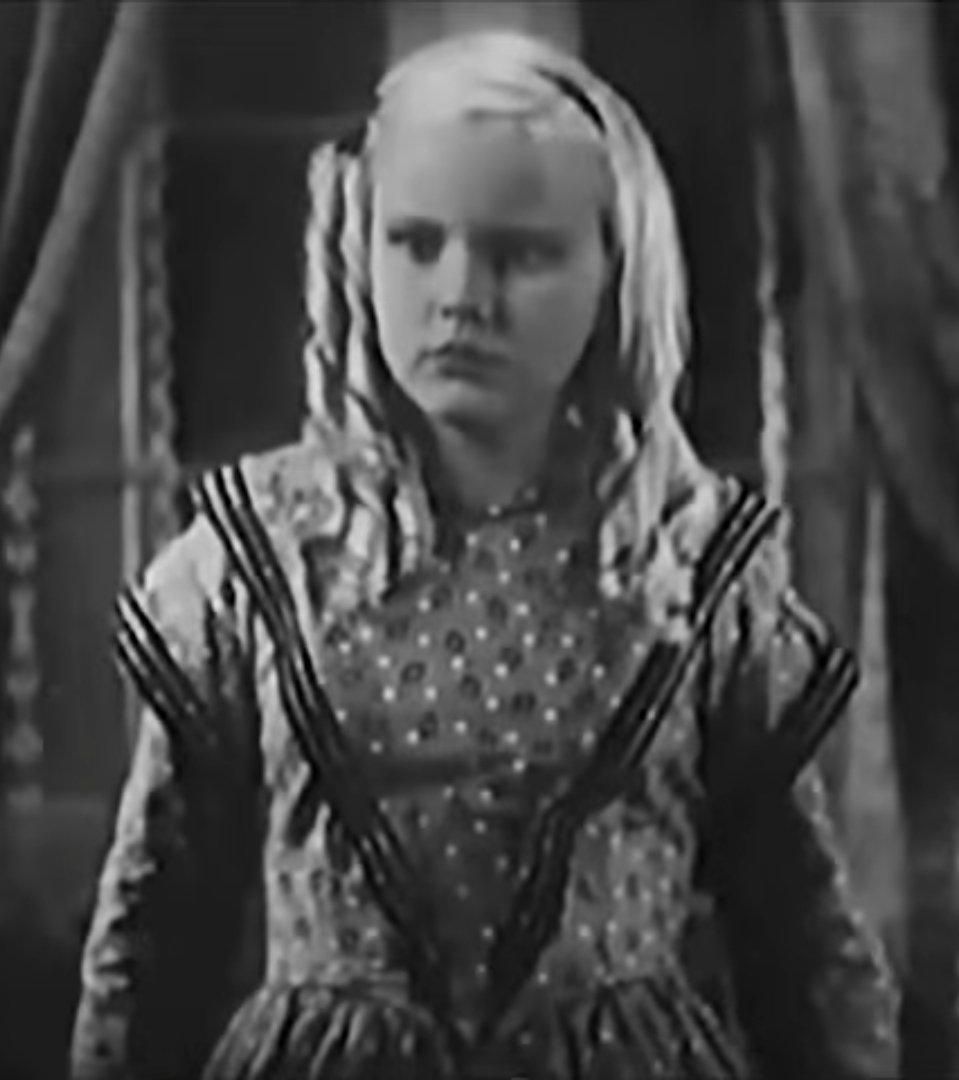
Jean Darling dans Jane Eyre (1934).

Née Dorothy Jean LeVake, quelques jours après la séparation de ses parents, sa mère fait changer légalement son nom en Jean Darling à l'âge de cinq mois. Sa mère la fait apparaître au cinéma à l'âge de six mois. Elle commence une carrière en 1926 lorsqu'elle réussit un essai et est acceptée pour un rôle dans la série Les Petites Canailles de Hal Roach. Darling apparaît dans 46 films muets et cinq parlants. Elle quitte la série à l'automne 1929 avec Joe Cobb et Harry Spear. Elle n'est pas remplacée tout de suite.
Elle continue à apparaître au cinéma, notamment dans une apparition non créditée dans Un jour une bergère de Laurel et Hardy et en tant que Jane Eyre enfant dans Jane Eyre, deux films sortis en 1934. Suivent une série de pièces au théâtre et à la radio. Les spectacles sur scène vont jusqu'à sept représentations par jour alors qu'elle a quatorze ans.

## Carrière adulte
Darling commence à étudier le chant et, en 1940, elle reçoit une bourse de la New York Municipal Opera Association. Elle refuse une offre d'apparaître aux côtés de Mickey Rooney dans l'un des films de la série Andy Hardy, et préfère Broadway, faisant ses débuts dans la comédie musicale Count Me In en 1942. La carrière sur scène de Darling atteint un véritable sommet lorsqu'elle tient le rôle de Carrie Pipperidge dans la production originale de Carousel en 1945. Elle apparaît dans 850 représentations consécutives.
Ce rôle lui permet d'atteindre des pièces pour la radio et la télévision dans les années 1950. Elle anime sa propre émission de télévision pour NBC à New York, A Date with Jean Darling. Son émission télévisée quotidienne pour femmes, The Singing Knit-Witch, est diffusée sur KHJ-TV à Hollywood. Son dernier travail est un court métrage de comédie muet, The Butler's Tale, réalisé en 2013. Écrit et réalisé par son ami René Riva, un acteur et chanteur néerlandais, il est conçu d'après ceux dans lesquels Darling a joué dans son enfance.
En 1974, Darling déménage à Dublin, en Irlande, où elle écrit des histoires mystérieuses et publie plus de 50 nouvelles dans Alfred Hitchcock magazine et Whispers. En tant qu'Aunty Poppy, elle lit des histoires, qu'elle écrit elle-même, pour Raidió Teilifís Éireann. Elle écrit également des pièces de théâtre pour la radio et travaille comme journaliste.

## Vie privée
Darling épouse en 1954 Reuben Bowen, alias Kajar the Magician, et devient son assistante sur scène ; ils ont un fils, Roy. Ils divorcent en 1974. Reuben Bowen meurt d'un cancer le 22 août 1980. Elle ne s'est jamais remariée. Elle vit ensuite avec son fils à Rodgau, en Allemagne.
Elle meurt dans une maison de retraite à Rödermark, après une infection pulmonaire soudaine.